# Sphenomorphus necopinatus
Sphenomorphus necopinatus este o specie de șopârle din genul Sphenomorphus, familia Scincidae, descrisă de Leo Daniël Brongersma în anul 1942. Conform Catalogue of Life specia Sphenomorphus necopinatus nu are subspecii cunoscute.